# Susanne Mittag

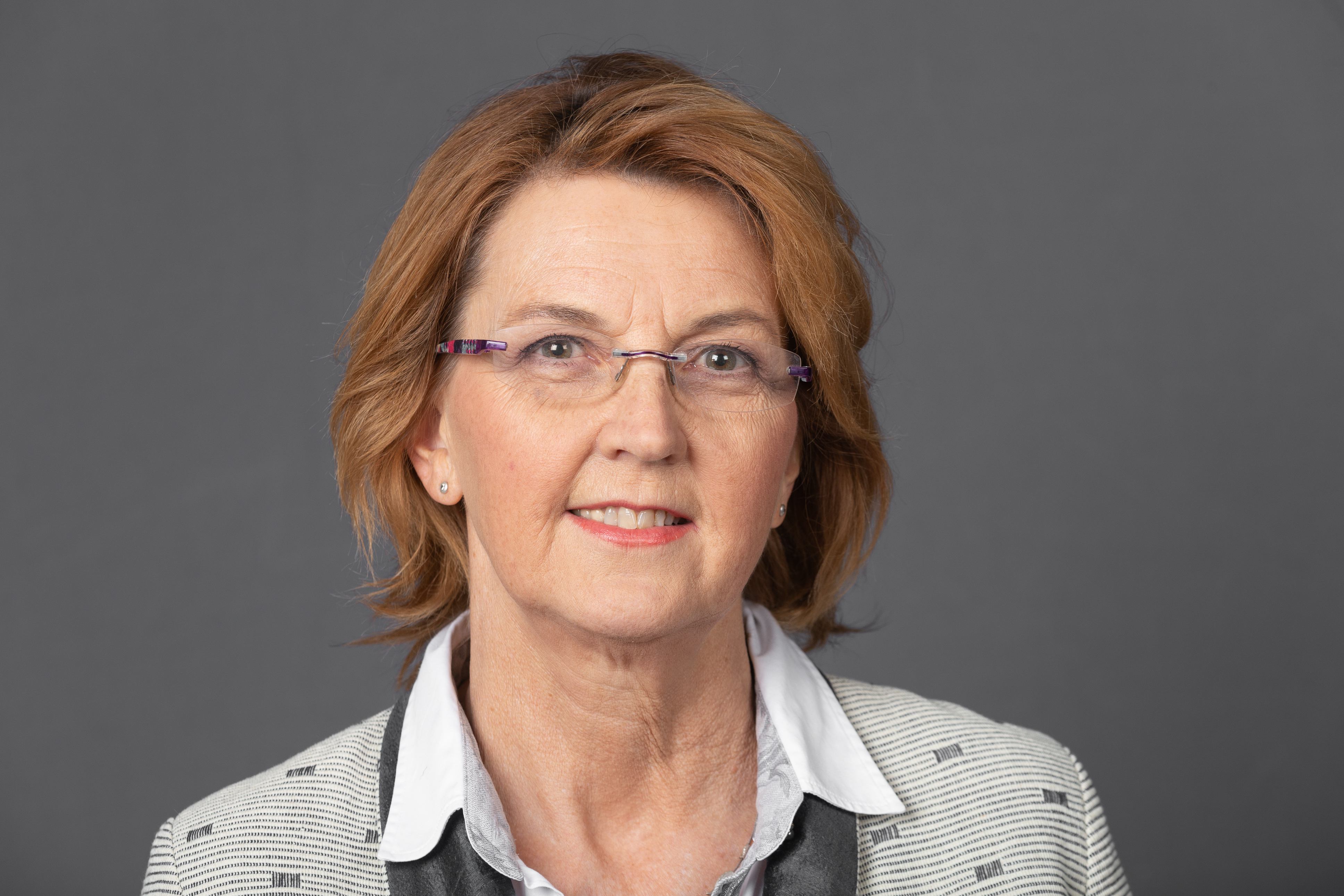
Susanne Mittag (2020)

Susanne Mittag (* 25. Juli 1958 in Cleveland, Ohio, USA) ist eine deutsche Politikerin (SPD). Sie war von 2013 bis 2025 Mitglied des Deutschen Bundestages.

## Leben und Herkunft
Mittag wurde am 25. Juli 1958 in Cleveland geboren, wo ihre Eltern zu jenem Zeitpunkt während eines insgesamt achtjährigen USA- und Kanada-Aufenthaltes lebten. Im Jahre 1961 kehrte die Familie nach Deutschland zurück und zog nach Delmenhorst. Nach ihrem Realschulabschluss 1975 machte sie zunächst eine Ausbildung zur Rechtsanwalts- und Notargehilfin, wechselte aber 1979 in den Polizeidienst. Von 1981 bis 1983 war sie in Syke Polizeibeamtin, seither in Delmenhorst, wo sie zwischenzeitlich Sachbearbeiterin für Öffentlichkeitsarbeit und von 2009 bis zu ihrem Einzug in den Bundestag Sachbearbeiterin für Einbruchsdiebstahl war. Im Januar 2017 verkündete sie, ihre amerikanische Staatsbürgerschaft, die sie qua Geburt in den USA erhalten hatte, abgeben zu wollen. Als Grund dafür gab sie unter anderem die Wahl Donald Trumps zum US-Präsidenten an.
Mittag ist Mutter eines Kindes.

## Politische Karriere
Mittag ist seit 1988 Mitglied der SPD, seit 1996 Mitglied des Delmenhorster Stadtrates und zudem stellvertretende Vorsitzende des SPD-Bezirks Weser-Ems. Sie kämpfte 2013 erstmals um ein Bundestagsmandat. Ihre Hauptkonkurrentin von der CDU war Astrid Grotelüschen, die bereits 2009 den Wahlkreis überraschend und deutlich gegen den SPD-Kandidaten Holger Ortel direkt gewonnen hatte. Der Wahlkreis war bis dahin mehr als 30 Jahre lang von SPD-Kandidaten direkt gewonnen worden. 2013 siegte Grotelüschen mit einem Stimmenverhältnis von 39,8 zu 39,3 Prozent gegen Mittag.

## Abgeordnete
Auf der Landesliste der SPD war sie bei der Bundestagswahl 2013 auf Platz vier positioniert und zog damit aufgrund des niedersachsenweiten Ergebnisses der Sozialdemokraten dennoch in den Bundestag ein. Auch bei der Bundestagswahl 2017 wurde sie über die Landesliste in den Bundestag gewählt.
In der Legislaturperiode 2013–2017 war sie ordentliches Mitglied im Innenausschuss, stellvertretende Vorsitzende des NSA-Untersuchungsausschusses und stellvertretendes Mitglied im Ausschuss für Ernährung und Landwirtschaft. Ab 2017 war sie ordentliches Mitglied sowohl im Innenausschuss als auch im Ausschuss für Ernährung und Landwirtschaft des Deutschen Bundestags und Mitglied im Gremium nach § 23c Absatz 8 Zollfahndungsdienstgesetz. Zudem war sie Tierschutzbeauftragte der SPD-Bundestagsfraktion.
Bei der Bundestagswahl 2021 gewann sie das Direktmandat im Bundestagswahlkreis Delmenhorst – Wesermarsch – Oldenburg-Land. Bei der Bundestagswahl 2025 kandidierte sie nicht erneut.

## Soziales Engagement
Ihr langjähriges soziales Engagement hat die niedersächsische SPD-Bundestagsabgeordnete Susanne Mittag erstmals 2017 mit ihrem Einsatz für die deutsch-niederländische Benefizaktion zu Gunsten der Stiftung Deutsche Krebshilfe öffentlich gemacht. Mittag übernahm die Schirmherrschaft für das regelmäßig im Kreis Oldenburg stattfindende Jakkolo-Turnier des Deutschen Jakkolo Bundes, das in den letzten 25 Jahren über 300.000 Euro Gesamtspenden für die Deutsche Krebshilfe einbrachte. Seit 2017 ist sie Vizepräsidentin des deutschen Schützenbundes.